# Tres puentes naturales

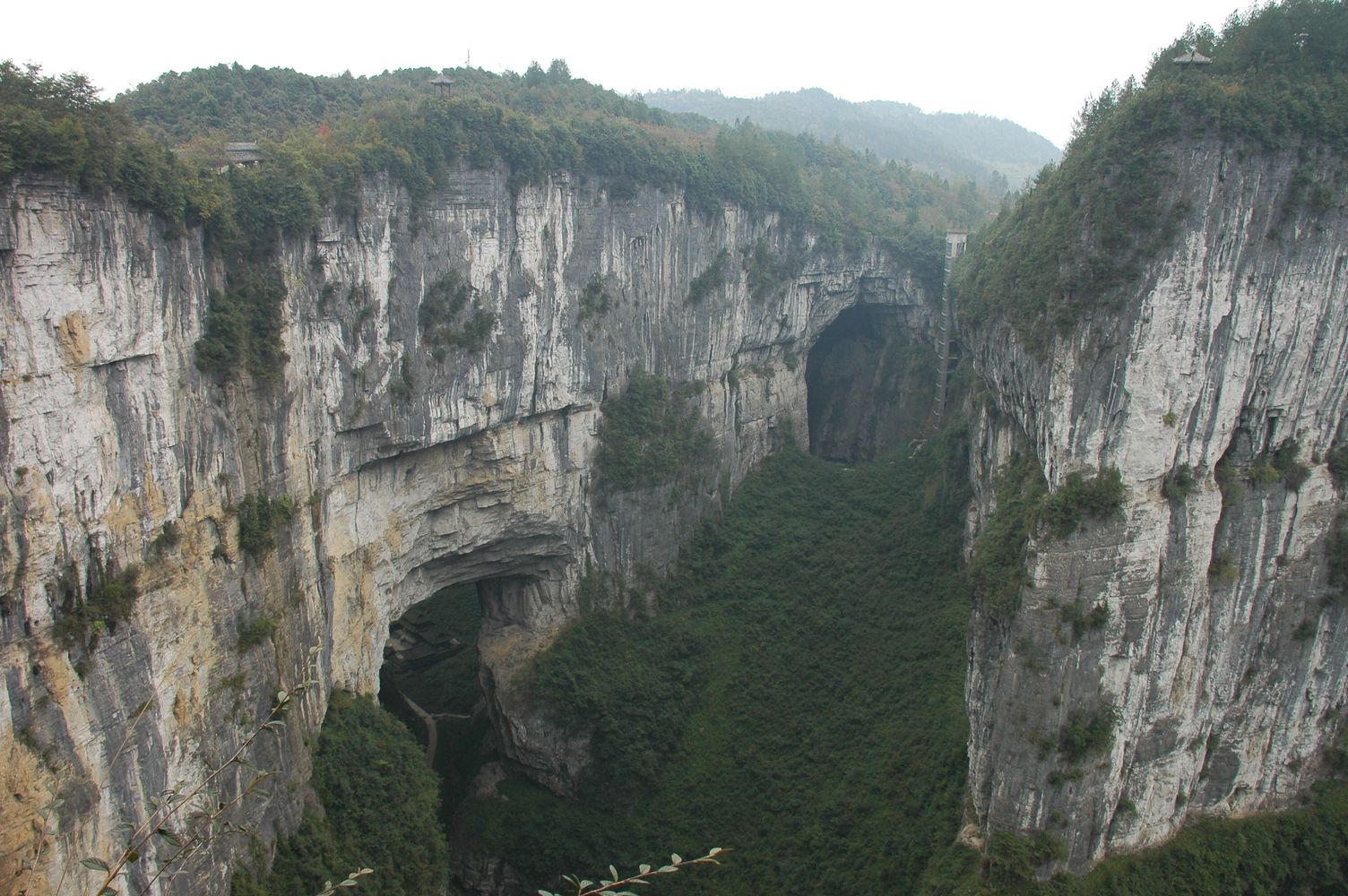
Los tres puentes naturales.

Los Tres puentes naturales (en chino tradicional, 天生三橋; en chino simplificado, 天生三桥; pinyin, Tiānshēng Sān Qiáo) son una serie de puentes naturales en caliza ubicados en la ciudad de Xiannüshan (仙女山镇), condado de Wulong, municipio de Chongqing, China. Quedan dentro del parque geológico nacional del Karst de Wulong, que a su vez forma parte del Karst de China meridional-Karst de Wulong, un lugar declarado Patrimonio de la Humanidad por la UNESCO. En chino, los puentes reciben el nombre de dragones, en concreto Tianlong (天龙桥 – Dragón celestial), Qinglong (Dragón azul) y Heilong (黑龙桥 – Dragón negro).

## Descripción

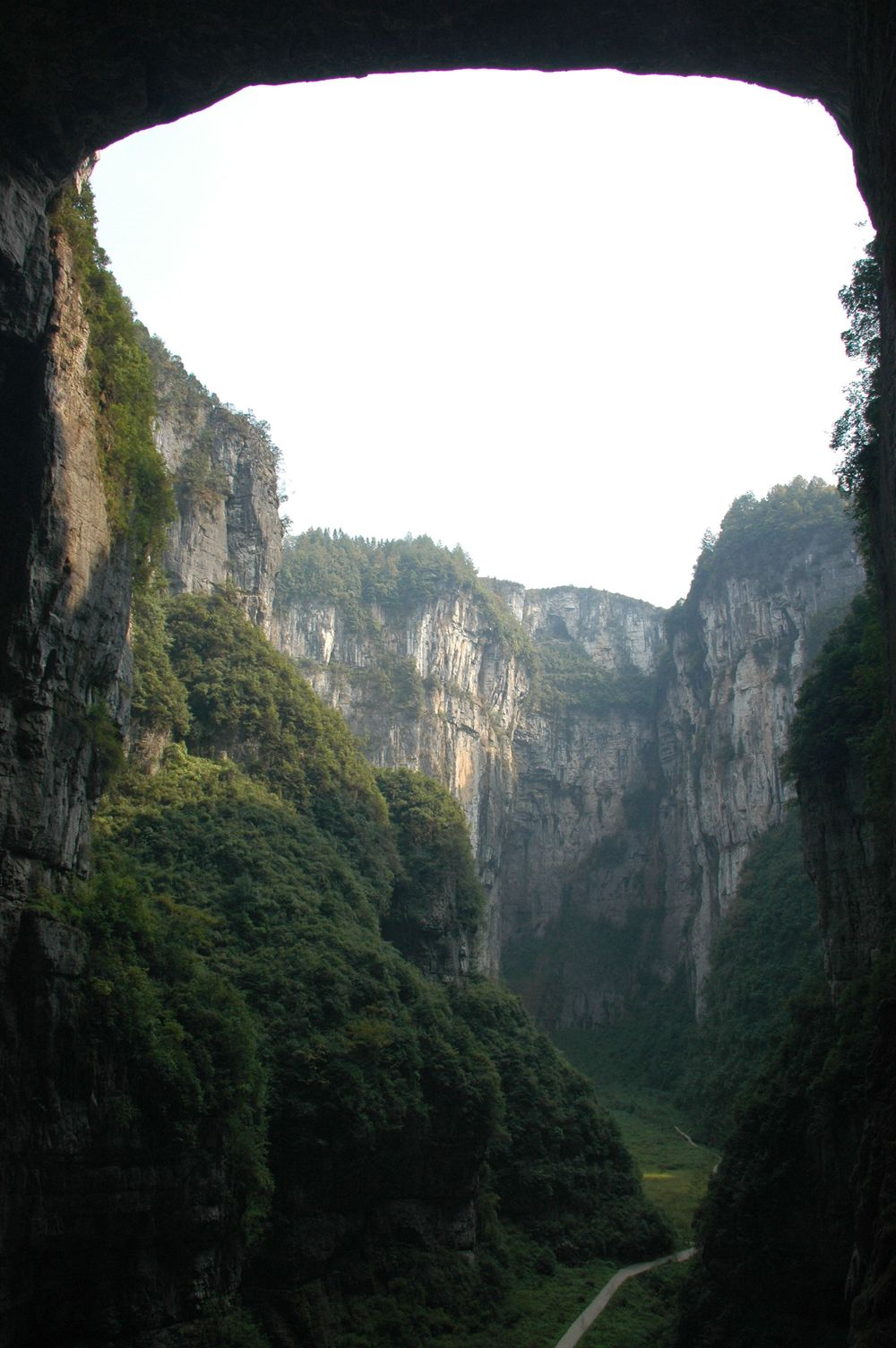
El puente Tianlong.

Los tres puentes cruzan el Yangshui, afluente del río Wu. Se encuentran en el centro de una zona de conservación de 20 km² que incluye también:
- Dolina Qinglong (青龙天坑);
- Dolina Shenying (神鹰天坑);
- Cañón kárstico del río Yangshui (羊水河喀斯特峡谷);
- Garganta de Longshui (龙水峡地缝);
- Dolina central de Shiyuan (中石院天坑);
- Dolina inferior de Shiyuan (下石院天坑);
- Cueva de las setenta y dos ramas (七十二岔洞);
- Cueva de Longquan (龙泉洞);
- Cueva Inmortal (仙人洞);
- Corriente del mono escondido (猴子坨伏流);
- Corriente del Baiguo escondido (白果伏流).

La distancia entre el extremo superior del puente Tianlong y el extremo inferior del puente Heilong es de sólo 1.500 m, por lo que no son los puentes naturales más largos del mundo. Entre los puentes están los tiankengs (dolinas) Qinglong y Shenying, que tienen una profundidad de 276–285 metros y una circunferencia de 300–522 metros.

## Dimensiones
|                             | Altura                  | Grosor                  | Anchura                 | Altura                  | Arcada                 |
| --------------------------- | ----------------------- | ----------------------- | ----------------------- | ----------------------- | ---------------------- |
| Puente de Tianlong (天龙桥) | 235 metros (771 pies)   | 150 metros (492,1 pies) | 147 metros (482,3 pies) | 96 metros (315 pies)    | 34 metros (111,5 pies) |
| Puente Qinglong (青龙桥)    | 281 metros (921,9 pies) | 168 metros (551,2 pies) | 124 metros (406,8 pies) | 103 metros (337,9 pies) | 31 metros (101,7 pies) |
| Puente de Heilong (黑龙桥)  | 223 metros (731,6 pies) | 107 metros (351 pies)   | 193 metros (633,2 pies) | 116 metros (380,6 pies) | 28 metros (91,9 pies)  |